# Bromtoluole
| Gefahrensymbol | Gefahrensymbol |

| Gefahrensymbol | Gefahrensymbol |

| Gefahrensymbol |

Die Bromtoluole (genauer Monobromtoluole) bilden in der Chemie eine Stoffgruppe, die sich sowohl vom Toluol als auch vom Brombenzol ableitet. Die Struktur besteht aus einem Benzolring mit angefügter Methylgruppe (–CH3) und Brom (–Br) als Substituenten. Durch deren unterschiedliche Anordnung ergeben sich neben Benzylbromid drei Konstitutionsisomere mit der Summenformel C7H7Br.

## Darstellung
Die Bromtoluole lassen sich aus den Toluidinen mittels der Sandmeyer-Reaktion darstellen.

## Eigenschaften
Die Siedepunkte der Bromtoluole sind nahezu gleich. Die Schmelzpunkte unterscheiden sich dagegen deutlicher. Das 4-Bromtoluol, das die höchste Symmetrie aufweist, besitzt den höchsten Schmelzpunkt und ist bei Zimmertemperatur fest.
Die Dampfdruckfunktionen ergeben sich nach Antoine entsprechend log10(P) = A−(B/(T+C)) (P in bar, T in K) wie folgt:
| Dampfdruckfunktionen der Bromtoluole[6] |             |         |          |        |
|                                         | T (K)       | A       | B        | C      |
| 2-Bromtoluol                            | 297,5–454,9 | 3,91296 | 1440,879 | −85,87 |
| 3-Bromtoluol                            | 289,9–456,8 | 6,51377 | 3506,406 | 82,744 |
| 4-Bromtoluol                            | 283,4–457,6 | 6,40475 | 3516,111 | 92,523 |